# موز جميل
موز جميل (الاسم العلمي: Musa splendida) هو نوع من النباتات يتبع جنس الموز من فصيلة الموزية.